# Hotline Miami 2: Wrong Number
Hotline Miami 2: Wrong Number is een shoot 'em up ontwikkeld Dennaton Games. Het spel wordt uitgegeven door Devolver Digital en kwam op 10 maart 2015 uit voor Linux, OS X, PlayStation 3, PlayStation 4, PlayStation Vita en Windows. Het is het vervolg op Hotline Miami uit 2012 en zet het verhaal uit het eerste spel voort.
Het spel werd door de Australian Classification Board een leeftijdsclassificatie geweigerd, omdat het spel "seks, drugsmisbruik of verslaving, misdaad, wreedheid en geweld op zo'n manier weergeeft dat het tegen de standaard van moraliteit en fatsoen gaat die door volwassenen wordt geaccepteerd". Hierdoor mag het spel in het land niet verkocht worden.